# Aisakos
Aisakos (řecky Αίσακος, latinsky Aesacus) je v řecké mytologii synem trojského krále Priama a jeho první manželky Arisbé. Jiné prameny však uvádějí, že jeho matkou byla vodní nymfa Alexirhoé.
Aisakos byl věštcem stejně jako jeho děd Merops, od něhož se věšteckému umění naučil. Aisakos předpověděl ještě v době před narozením prince Parida, že tento královský syn se stane příčinou zániku Tróje. Jeho předpověď dokonce vyústila v požadavek, aby byl Paris bez meškání usmrcen. To se nestalo a věštba se po létech naplnila.
Aisakos se zamiloval do Asteropé, dcery říčního boha Kebréna (jiná verze hovoří o nymfě Hesperii). Ta před ním jednoho dne prchala, šlápla na hada a v okamžiku zemřela. Zoufalý Aisakos se vrhl z vysokého útesu do moře, avšak bohové se nad ním slitovali a proměnili ho ve vodního ptáka potápku. Ten se od těch dob opakovaně vrhá do moře, potápí se do hlubiny a znovu vyplouvá na hladinu.